# جريجور جيسي

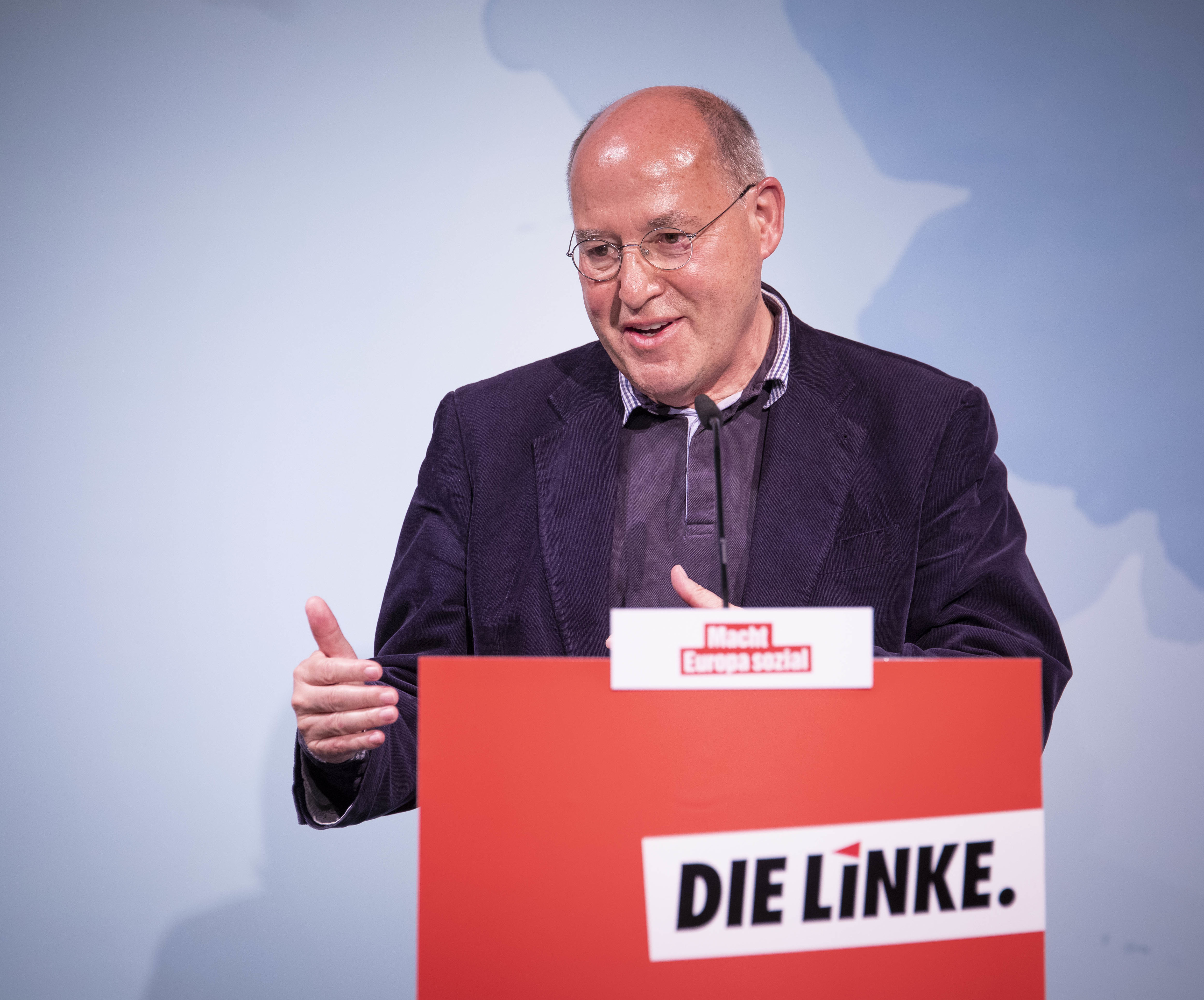
جريجور جيسي 2019

جِرِيجُور فلُورِيان جِيْسِي (بالألمانية: Gregor Florian Gysi) هو محامي ألماني وسياسي في حزب اليسار ومؤلف ومحاور. وُلد جيسي في 16 يناير 1948 في الجزء الشرقي من برلين.
في ديسمبر 1989 تم انتخاب جيسي رئيساً لحزب الوحدة الاشتراكية الألماني (إٍس.إي.دي SED)، الحزب الحاكم لألمانيا الشرقية سابقاً، واستمر في هذا المنصب حتى بعد تغيير مسمى الحزب إلى حزب الاشتراكية الديموقراطية (بي.دي.إس PDS). قاد كتلة حزبه بعد الانتخابات العامة في ألمانيا الشرقية (انتخابات مجلس الشعب) في مارس من العام 1990، أي قبل انهيار الدولة والحزب، حتى إعادة توحيد ألمانيا في أكتوبر 1990. بعد ذلك استمر في قيادة مجموعة حزبه ال بي.دي.أس في البوندستاغ من 1990 حتى 1998، ثم من عام 1989 حتى 2000 رئيس لكتلة الحزب البرلمانية في البوندستاغ. في 2002 كان لمدة 5 أشهر أحد نواب رئيس عمدة برلين وأيضاً عضو مجلس الشيوخ في برلين ضمن اللجنة الاقتصادية والعمل والمرأة ضمن تحالف ضم حزيه والحزب الديموقراطي الاجتماعي (إس.بي.دي SPD) برئاسة كلاوس فوفيرايت.
في 2005 أنتخب جيسي للمرة الثانية عضواً في البوندستاغ، ومن 2005 وحتى 2015 ظل رئيس كتلة اليسار في المجلس. أثناء حكومة أنغيلا ميركل الثالثة كان هو قائد المعارضة البرلمانية من ديسمبر 2013 حتى أكتوبر 2015 ضمن الدورة التشريعية الثامنة عشر للبوندستاغ. فيما بعد، وتحديداً من 2016 حتى 2019 كان رئيس كتلة اليسار الأوروبية في البرلمان الأوروبي. ثم في 2020 أصبح هو المتحدث الرسمي للسياسة الخارجية لكتلة اليسار في البوندستاغ.
كان جيسي ولا يزال من الشخصيات المحورية والشهيرة في حزب بي.دي.إس والذي تحول لاحقاً إلى مسمى حزب اليسار، وساهم بشكل ملموس في الأحداث السياسية في ألمانيا الاتحادية منذ إعادة توحيد ألمانيا عام 1990 والإرهاصات التي سبقتها ببضعة أشهر. ومن أهم إنجازاته تحويل حزب الوحدة الاشتراكية الألماني (إٍس.إي.دي SED) الذي حكم ألمانيا الشرقية قبل عام 1990 وكان جيسي عضواً فيه منذ 1967، إلى حزب الاشتراكية الديموقراطية (بي.دي.إس PDS) ثم دمج الحزب مع حزب العمل والعدالة الاجتماعية - الخيار البديل (وَاسْغْ WASG) الذي انشق عن الحزب الديموقراطي الاجتماعي SPD عام 2007 وتأسس منهما حزب اليسار. مع نجاحات الحزب الانتخابية المتزايدة والمقاعد البرلمانية التي يحصل عليها في البرلمانات الإقليمية (برلمانات الولايات) وفي برلمانات ولايات ألمانيا الغربية أيضاً، ساهم جيسي بشكل كبير وعلى مستوى ألمانيا الاتحادية ككل في تأسيس يسار الحزب الديمقراطي الاجتماعي وحزب تحالف الخضر.

## التعليم
وُلِد جريجور جيسي عام 1948 في برلين، ليشتنبرغ، والذي يقع في الجزء الشرقي من برلين في حي جوهانيسثال، وهناك التحق بثانوية العلوم التطبيقية حيث درس فيها من 1954 حتى 1962، ثم في مدرسة هاينريش هيرتز الثانوية المتقدمة في حي أدلرزهوف من 1962 حتى 1966، حيث ركز في دراسته منذ العام 1965 على مادة الرياضيات، وحصل من المدرسة على شهادة الابيتور الثانوية، كما حصل في نفس الوقت على شهادة في تربية المواشي من مزرعة في بلانكِنفِيلِده. التحق بجامعة هومبولت في برلين عام 1966 لدراسة القانون وتخرج منها بحصوله على شهادة دبلوم في المحاماة.

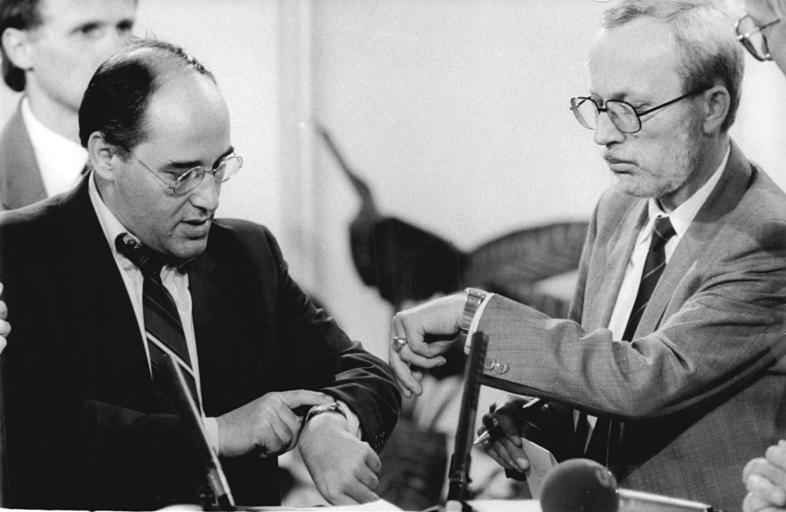
جيسي مع زميله المحامي لوثار دي ميزير من حزب CDU لحظة قبولهما كعضوين في مجلس الشعب المنتخب لأول مرة في انتخابات حرة في ألمانيا الشرقية عام 1990.

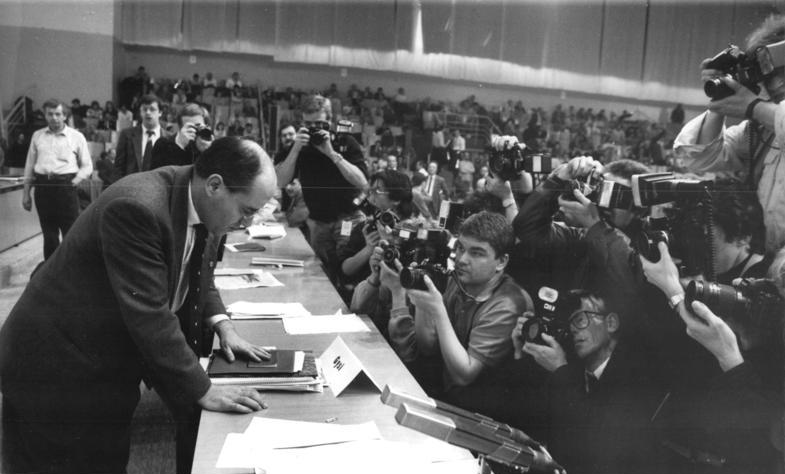
جيسي في المؤتمر الاستثنائي لحزب SED بتاريخ 9 ديسمبر 1989.

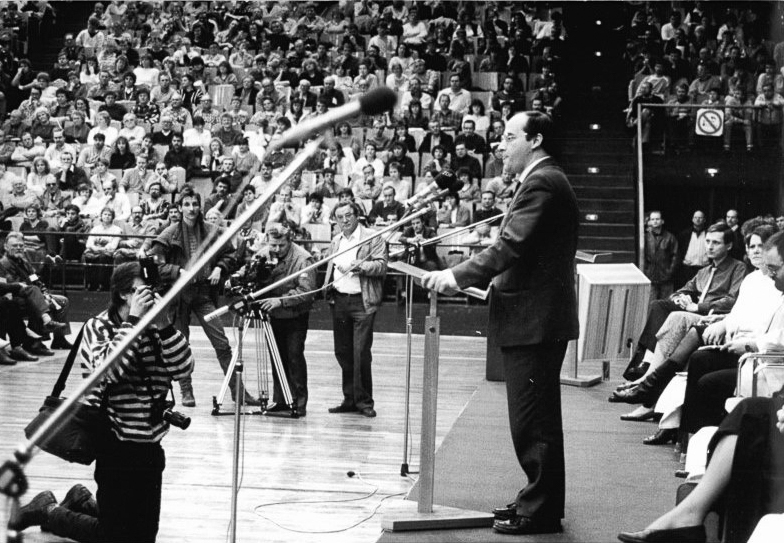
جيسي أثناء حملة انتخابية لحزب PDS عام 1990

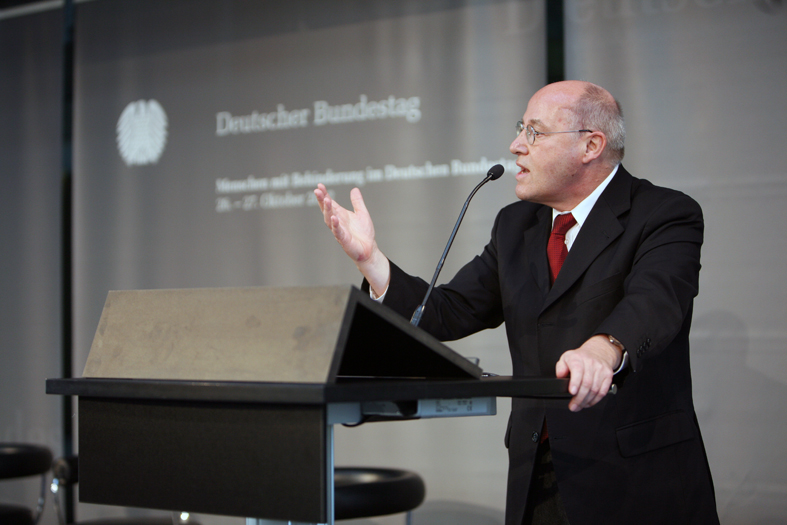
جيسي في مؤتمر لذوي الاحتياجات الخاصة في البوندستاغ 2012

## روابط إنترنت
- Persönliche Webseite von Gregor Gysi
- نصوص عن جريجور جيسي في فهرس مكتبة ألمانيا الوطنية
- Werke von und über Gregor Gysi in der Deutschen Digitalen Bibliothek
- Suche nach Gregor Gysi im Online-Katalog der Staatsbibliothek zu Berlin – Preußischer Kulturbesitz
- Gregor Gysi in der Internet Movie Database (englisch)
- Findbuch Dr. Gregor Gysi (1990 bis 2002). (PDF; 2,5 MB) Archiv Demokratischer Sozialismus der Rosa-Luxemburg-Stiftung
- Irmgard Zündorf, Nadine Chmura, Regina Haunhorst: Gregor Gysi. Tabellarischer Lebenslauf im LeMO (DHM und HdG)
- Gregor Gysi – Profil. Linksfraktion.de
- Gysi-Biografie bei Who’s Who
- Biographie beim Deutschen Bundestag
- Gregor Gysi auf abgeordnetenwatch.de
- Gregor Gysi im Munzinger-Archiv (Artikelanfang frei abrufbar)